# Europaparlamentsvalet i Sverige 1999
Europaparlamentsvalet i Sverige 1999 ägde rum söndagen den 13 juni 1999. Drygt 6,6 miljoner personer var röstberättigade i valet om de 22 mandat som Sverige hade tilldelats innan valet. I valet tillämpade landet ett valsystem med partilistor och Sainte-Laguës metod (jämkade uddatalsmetoden), med en fyraprocentsspärr för småpartier. Sverige var inte uppdelat i några valkretsar, utan fungerade som en enda valkrets i valet. Eftersom Sverige hade anslutit sig till EU 1995, mitt i en valperiod, hade landet hållit ett eget extrainsatt Europaparlamentsval 1995. Valet 1999 var således det första Europaparlamentsvalet i Sverige som hölls samtidigt som de andra medlemsstaterna.
Den svenska valrörelsen präglades av att Socialdemokraterna hamnade i diskussioner med samarbetspartierna Miljöpartiet och Vänsterpartiet om den svenska alliansfriheten. Miljöpartiet hotade att dra tillbaka sitt stöd till den socialdemokratiska regeringen om inte Socialdemokraterna gav tillräckliga försäkringar om den svenska alliansfriheten. Den socialdemokratiska regeringen menade att Sveriges alliansfrihet inte var hotad, och att den aldrig skulle gå med på att upprätta ett gemensamt EU-försvar som inkluderade Sverige. Under Europeiska rådets sammanträde i Köln i juni 1999 fattades ett beslut om att ge EU viss militär kapacitet för krishantering, i syfte att förebygga konflikter.
Valet innebar en framgång för framför allt Folkpartiet och Kristdemokraterna, inte minst på grund av deras toppkandidater Marit Paulsen respektive Anders Wijkman. Framgångarna innebar två extra mandat för båda partierna. Även Vänsterpartiet, med Jonas Sjöstedt som toppnamn, ökade sin väljarandel, men det var inte tillräckligt för att ge utslag i mandatfördelningen. Övriga av de etablerade partierna backade, däribland Miljöpartiet som miste två av sina fyra mandat.
Valdeltagandet uppgick till 38,84 procent, en minskning med ett par procentenheter jämfört med valet 1995. Således befästes det låga valdeltagandet, som var betydligt lägre än i de svenska riksdagsvalen. Valdeltagandet kan jämföras med deltagandet i riksdagsvalen 2002 och 2006, då det uppgick till över 80 procent.

## Valresultat
|                                                                                                  |         |  |           |        |
|                                                                                                  | Andel   |  | Antal     | Mandat |
| Socialdemokraterna                                                                               | 25,99 % |  | 657 497   | 6      |
| Socialdemokraterna                                                                               | –2,07 % |  | –95 320   | –1     |
| Moderaterna                                                                                      | 20,75 % |  | 524 755   | 5      |
| Moderaterna                                                                                      | –2,42 % |  | –96 813   | ±0     |
| Vänsterpartiet                                                                                   | 15,82 % |  | 400 073   | 3      |
| Vänsterpartiet                                                                                   | +2,90 % |  | +53 309   | ±0     |
| Folkpartiet                                                                                      | 13,85 % |  | 350 339   | 3      |
| Folkpartiet                                                                                      | +9,03 % |  | +220 963  | +2     |
| Miljöpartiet                                                                                     | 9,49 %  |  | 239 946   | 2      |
| Miljöpartiet                                                                                     | –7,73 % |  | –222 146  | –2     |
| Kristdemokraterna                                                                                | 7,64 %  |  | 193 354   | 2      |
| Kristdemokraterna                                                                                | +3,72 % |  | +88 181   | +2     |
| Centerpartiet                                                                                    | 5,99 %  |  | 151 442   | 1      |
| Centerpartiet                                                                                    | –1,17 % |  | –40 635   | –1     |
| Övriga partier och kandidater                                                                    | 0,48 %  |  | 12 031    | 0      |
| Övriga partier och kandidater                                                                    | –2,25 % |  | –61 253   | ±0     |
| Ogiltiga och blanka röster                                                                       | 2,28 %  |  | 59 077    | 0      |
| Ogiltiga och blanka röster                                                                       | +0,66 % |  | +14 911   | ±0     |
| Valdeltagande                                                                                    | 38,84 % |  | 2 588 514 | 22     |
| Valdeltagande                                                                                    | –2,79 % |  | –138 803  | ±0     |
| Antal röstberättigade 6 664 205 07 EPP-ED 06 PES 04 ELDR 02 G/EFA 03 GUE/NGL 00 UEN 00 EDD 00 NI |         |  |           |        |